# خشنة
الخشنة أو جُوَيْسَة أو أسْبِرولة (باللاتينية: Asperula) جنس نباتي ينتمي إلى الفصيلة الخيمية. يضم هذا الجنس 194 نوعًا مقبولًا وتسعة أنواع لم يحسم وضعها بعد. بعضها واطنة في الوطن العربي، وتنتشر أنواعه عموما في حوض البحر الأبيض المتوسط وأوروبا والقوقاز.

## من أنواعهاالواطنةفي الوطن العربي
1. الخشنة الحقلية (باللاتينية: Asperula arvensis) في بلاد الشام والمغرب العربي وحوض المتوسط
2. الخشنة الدقيقة (باللاتينية: Asperula stricta) في بلاد الشام وقبرص وتركيا
3. الخشنة المشرقية (باللاتينية: Asperula orientalis) في بلاد الشام وتركيا وجورجيا
4. الخشنة الهلبية (باللاتينية: Asperula setosa) في بلاد الشام وتركيا وأرمينيا